# Steven Langton
Steven Daniel Langton (Malden, 15 de abril de 1983) es un deportista estadounidense que compitió en bobsleigh en las modalidades doble y cuádruple. 
Participó en dos Juegos Olímpicos de Invierno, en los años 2010 y 2014, obteniendo dos medallas de plata en Sochi 2014, en las pruebas doble (junto con Steven Holcomb) y cuádruple (con Steven Holcomb, Curtis Tomasevicz y Christopher Fogt).
Ganó cuatro medallas en el Campeonato Mundial de Bobsleigh entre los años 2011 y 2013.

## Palmarés internacional
| Juegos Olímpicos   | Juegos Olímpicos             | Juegos Olímpicos  | Juegos Olímpicos |
| Año                | Lugar                        | Medalla           | Prueba           |
| ------------------ | ---------------------------- | ----------------- | ---------------- |
| 2014               | Sochi (Rusia)                | Medalla de plata  | Doble            |
| 2014               | Sochi (Rusia)                | Medalla de plata  | Cuádruple        |
| Campeonato Mundial |                              |                   |                  |
| Año                | Lugar                        | Medalla           | Prueba           |
| 2011               | Königssee (Alemania)         | Medalla de bronce | Cuádruple        |
| 2012               | Lake Placid (Estados Unidos) | Medalla de oro    | Doble            |
| 2012               | Lake Placid (Estados Unidos) | Medalla de oro    | Cuádruple        |
| 2013               | Sankt Moritz (Suiza)         | Medalla de bronce | Cuádruple        |